# 1768

## أحداث
- تأسيس مدينة حيدر آباد، السند وتقع حاليا في باكستان.
- بداية الحرب الروسية التركية في 1768 والتي انتهت في 1774.

## مواليد
- جاكوب جونز
- عبدالرحمن بن أحمد البهكلي
- جون باتيست جوزيف فورييه
- صموئيل باينتر
- صموئيل تشاندلر كرافتس
- فرانسيس الثاني
- 4 سبتمبر - الكاتب الفرنسي شاتوبريان.

## وفيات
- أحمد الدردير
- جوفاني أنطونيو كانال
- دوق نيوكاسل